# شارلی گاول
شارلی گاول (تلفظ می‌شود [ˈʧa:lɪ ɡaʊ̯l]؛ ۸ دسامبر ۱۹۳۲ – ۶ دسامبر ۲۰۰۵، لوکزامبورگ) رکابزن حرفه‌ای اهل لوکزامبورگ بود که در رشتهٔ دوچرخه‌سواری جاده فعالیت می‌کرد. او توانست دو بار در سال‌های ۱۹۵۶ و ۱۹۵۹ برندهٔ جیرو دیتالیا و یک بار در سال ۱۹۵۸ برندهٔ تور دو فرانس شود. همچنین در سال ۱۹۵۴ مدال برنز مسابقات قهرمانی جاده جهان را به دست آورد. او توانایی بالایی در رکابزنی در آب‌وهوای سرد و مرطوب داشت. در اواخر زندگی منزوی شد و بخش زیادی از حافظهٔ خود را از دست داد.

## آغاز زندگی
گاول پیش از حرفه‌ای شدن در یک کشتارگاه در بتمبورگ به عنوان سلاخ کار می‌کرد و از سال ۱۹۴۹ تا ۱۹۵۳ بیش از ۶۰ مسابقهٔ آماتور را با پیروزی پشت سر گذاشت. از جمله در ۱۷ سالگی در یک مرحلهٔ کوهستانی در سربالایی گروسگلوکنر در تور اتریش پیروز شد که نخستین پیروزی او بیرون از لوکزامبورگ بود. او در مهٔ ۱۹۵۳ در ۲۰ سالگی حرفه‌ای شد و نخستین مسابقه‌اش کریتریوم پولی‌مولتی‌پلیه بود که آن را با رتبهٔ هشتم به پایان رساند. نخستین پیروزی حرفه‌ای گاول در همان سال در مسابقات قهرمانی سیکلوکراس کشور لوکزامبورگ به دست آمد. همچنین در کریتریوم دوفینه لیبره بر سکوی دوم ایستاد. در سال بعد، نایب قهرمان مسابقه قهرمانی جاده لوکزامبورگ شد، در یک مرحله از دوفینه لیبره به پیروزی رسید و مدال برنز مسابقات قهرمانی جهان را به گردن آویخت.

## تور دو فرانس

### سال‌های آغازین
نخستین حضور گاول در تور دو فرانس به سال ۱۹۵۳ بازمی‌گردد که در مرحلهٔ ششم از مسابقه کناره‌گیری کرد. تور سال بعد را نیز آغاز کرد؛ ولی نتوانست آن را به پایان برساند. در تور ۱۹۵۵ زمان زیادی را در مراحل مسطح آغازین از دست داد؛ ولی در آلپ تلاش برای بازگشت را آغاز کرد. نخست در مرحلهٔ هشتم که به بریانسون ختم می‌شد، حمله کرد و در گردنهٔ گالیبیه برتری حدود ۱۵ دقیقه‌ای داشت. در پایان مرحله توانست از رتبهٔ ۳۷ به رتبهٔ سوم رده‌بندی اصلی برسد. در مرحلهٔ بعد نیز در آستانهٔ پیروزی بود؛ ولی به دلیل بارندگی در سراشیبی زمین‌خورد. در پیرنه دوباره حمله کرد و جلوتر از لویزون بوبه (برندهٔ نهایی تور) برندهٔ مرحلهٔ ۱۷ شد. در پایان تور در پاریس بر سکوی سوم ایستاد و برندهٔ رده‌بندی کوهستان شد.
پس از پیروزی سخت گاول در جیرو دیتالیای ۱۹۵۶، در شش روز نخست تور دو فرانس حدود نیم ساعت عقب افتاد؛ ولی اطمینان داشت که می‌تواند فاصله را در بخش‌های کوهستانی کاهش دهد. دوباره برندهٔ رده‌بندی کوهستان شد و در دو مرحله به پیروزی رسید. گاول در تور ۱۹۵۷ نیز شرکت کرد؛ ولی پس از دو مرحله انصراف داد.

### قهرمانی در تور (۱۹۵۸)
گاول در سال ۱۹۵۸ به تور بازگشت. او که در جیروی آن سال سوم شده‌بود، مسابقه را پرقدرت آغاز کرد و تا پایان تور، برندهٔ چهار مرحله از جمله سه تایم تریل شد. در مرحلهٔ ۲۱ که آخرین مرحلهٔ کوهستانی در آلپ بود، گاول حمله کرد و بسیاری از رکابزنان پیشتاز را پشت سر گذاشت و در حالی که سایر رکابزنان گمان می‌کردند، گاول تنها به دنبال پیروزی در سربالایی است، حدود ۱۵ دقیقه زودتر از رهبران مسابقه از خط پایان گذشت و به رتبهٔ سوم رده‌بندی اصلی صعود کرد. سپس در تایم تریل مرحلهٔ ۲۳ توانست ۶۷ ثانیهٔ باقیمانده را جبران کند و رهبری مسابقه را در روز ماقبل آخر به دست آورد.

### سال‌های پایانی
گاول در تور ۱۹۵۹ دوازدهم شد. او زمان زیادی را در گرمای پیرنه از دست داد؛ ولی در مرحله‌ای که در گرنوبل به پایان می‌رسید، پیروز شد. او در تور ۱۹۶۰ شرکت نکرد؛ ولی در سال ۱۹۶۱ سوم شد و برندهٔ مرحلهٔ نهم شد. گاول در یک سراشیبی در آلپ زمین‌خورد و شانه و زانویش آسیب دید. در تور ۱۹۶۲ نهم شد و هیچ پیروزی به دست نیاورد. آخرین حضور گاول در تور در سال ۱۹۶۳ بود که نتوانست آن را به پایان برساند.

## جیرو دیتالیا
گاول در سال‌های ۱۹۵۶ و ۱۹۵۹ برندهٔ جیرو دیتالیا شد. پیروزی او در جیروی ۱۹۵۶ پس از فرار از گروه اصلی در کوه بوندونه به دست آمد. در هوای برفی ۸۸ کیلومتر پایانی را به تنهایی رکاب زد. هوا به اندازه‌ای سرد بود که در میانهٔ مسیر توقف کرد تا در کافه‌ای قهوهٔ داغ بنوشد. لئارکو گوئرا که مربی تیم بود، به او کمک کرد که بدن خود را گرم کند و مسابقه را ادامه دهد. گاول توانست ۱۲ دقیقه زودتر از فیورنتسو مانی (که دوم شد) از خط پایان بگذرد. همچنین در مرحله‌ای که در کورمایر خاتمه می‌یافت، در دو سربالایی پایانی ۱۰ دقیقه برتری نسبت به ژاک آنکتیل کسب کرد.
گاول در یکی از مراحل جیروی ۱۹۵۷ در مسیر تریسته به دلیل آنچه روزنامه‌های فرانسوی «نیازی طبیعی» توصیف کردند، متوقف شد. رقیبان او، گاستونه ننچینی و بوبه فرار کردند. گاول به دلیل لقب آقای پی‌پی که به او داده شده‌بود، عصبی بود و بوبه را تهدید به انتقام کرد. (او توانست در تور سال بعد، در همان مرحله‌ای که پیروزی مقتدرانه‌ای به دست آورد، تلافی کند) بوبه در جیروی ۱۹۶۱ سوم شد و در یک مرحله به پیروزی رسید. در سال ۱۹۶۱ نیز در رتبهٔ چهارم قرار گرفت.

## دوران بازنشستگی
عمر مؤثر دوچرخه‌سواری گاول پس از تور دو فرانس ۱۹۶۲ به پایان رسید. او در یک مسابقهٔ پیست در سال ۱۹۶۵ خداحافظی کرد. سوت‌های تماشاگران در آخرین مسابقهٔ جادهٔ خانگی او که برای تیمی ضعیف رکاب می‌زد ضربه‌ای به گاول زد که هیچ‌گاه بهبود نیافت.

### زندگی در انزوا
گاول به یک کلبهٔ جنگلی کوچک در آردنس نقل مکان کرد. او همیشه یک نوع لباس می‌پوشید و با سگ خود به پیاده‌روی می‌رفت. تنها گشت‌وگذار او به خرید مایحتاج روزانه خلاصه می‌شد و مغازه‌دارانی که او را می‌دیدند، از مردی بیمار و افسرده سخن می‌گفتند که پس از جدایی همسر دومش، بهبود نیافته‌بود.
انزوای گاول تا سال ۱۹۸۳ ادامه یافت. در آن سال که جشن بیست‌وپنجمین سال پیروزی او در تور دو فرانس بود، با همسر سومش آشنا شد و با او به خانه‌ای در حومهٔ شهر لوکزامبورگ رفت. او در مصاحبه‌ای با یک ایستگاه رادیو و تلویزیون گفت که به خوشحالی یک پسر بچه است.

### تأیید عمومی
بزرگ‌دوک‌نشین لوکزامبورگ گذشتهٔ گاول را تأیید کرد و به او شغل بایگانی در وزارت ورزش را پیشنهاد داد. برگزار کنندگان تور دو فرانس در سال ۱۹۸۹ او را به عنوان مهمان افتتاحیه در لوکزامبورگ دعوت کردند. گاول نخستین بار به همراه دخترش فابین در انظار عمومی حضور یافت. پس از آن دوباره دوچرخه‌سواری و به‌ویژه مارکو پانتانی که بهترین سربالایی‌رو آن دوران بود را دنبال می‌کرد. گاول مهمان بسیاری از مسابقات از جمله مراحلی از تور دو فرانس بود. او در آنجا به پرسش‌های گزارشگر تور پاسخ می‌داد.

### مرگ
گاول دو روز پیش از زادروز ۷۳ سالگی خود به دلیل عفونت ریه درگذشت. در تابستان هر سال یک مسابقهٔ سیکلوکراس در لوکزامبورگ به یاد گاول برگزار می‌شود که گاهی همسر و دخترش در آن حضور می‌یابند.

## نتایج در گرند تورها
|                                | ۱۹۵۳     | ۱۹۵۴      | ۱۹۵۵    | ۱۹۵۶    | ۱۹۵۷     | ۱۹۵۸    | ۱۹۵۹    | ۱۹۶۰    | ۱۹۶۱    | ۱۹۶۲    | ۱۹۶۳      |
| جیرو دیتالیا                   | نرفت     | نرفت      | نرفت    | ۱       | ۴        | ۳       | ۱       | ۳       | ۴       | ناتمام  | نرفت      |
| پیروزی در مراحل                | —        | —         | —       | ۳       | ۲        | ۱       | ۳       | ۱       | ۱       | ۰       | —         |
| رده‌بندی کوهستان                | —        | —         | —       | ۱       | ۲        | ۳       | ۱       | ۵       | ۷       | بی‌رتبه  | —         |
| رده‌بندی امتیازی                | ناموجود  | ناموجود   | ناموجود | ناموجود | ناموجود  | ناموجود | ناموجود | ناموجود | ناموجود | ناموجود | ناموجود   |
| تور دو فرانس                   | ناتمام-۶ | ناتمام-۱۲ | ۳       | ۱۳      | ناتمام-۲ | ۱       | ۱۲      | نرفت    | ۳       | ۹       | ناتمام-۱۶ |
| پیروزی در مراحل                | ۰        | ۰         | ۲       | ۲       | ۰        | ۴       | ۱       | —       | ۱       | ۰       | ۰         |
| رده‌بندی کوهستان                | بی‌رتبه   | بی‌رتبه    | ۱       | ۱       | بی‌رتبه   | ۲       | ۲       | —       | ۲       | ۴       | ۰         |
| رده‌بندی امتیازی                | بی‌رتبه   | بی‌رتبه    | بی‌رتبه  | بی‌رتبه  | بی‌رتبه   | ۲۴      | ۴       | —       | ۱۱      | بی‌رتبه  | بی‌رتبه    |
| تور دوچرخه‌سواری ووئلتا اسپانیا | نرفت     | نرفت      | نرفت    | نرفت    | نرفت     | نرفت    | نرفت    | ناتمام  | نرفت    | نرفت    | نرفت      |
| پیروزی در مراحل                | —        | —         | —       | —       | —        | —       | —       | ۰       | —       | —       | —         |
| رده‌بندی کوهستان                | —        | —         | —       | —       | —        | —       | —       | بی‌رتبه  | —       | —       | —         |
| رده‌بندی امتیازی                | —        | —         | —       | —       | —        | —       | —       | بی‌رتبه  | —       | —       | —         |

| ۱        | برنده                               |
| ۲–۳      | سه نفر اول                          |
| ۴–۱۰     | ده نفر اول                          |
| ۱۱–      | گذر از خط پایان                     |
| نرفت     | در مسابقه شرکت نکرد                 |
| ناتمام-x | به پایان نرساند (انصراف در مرحله x) |
| DNS-x    | آغاز نکرد (عدم شرکت در مرحله x)     |
| اخراج    | اخراج شد                            |
| ناموجود  | مسابقه/رده‌بندی انجام نشد            |
| بی‌رتبه   | در رده‌بندی گنجانده نشد              |